# قمة غير طبيعية
قمة غير طبيعية (هانغل: 비정상회담) هو برنامج تلفزيوني كوري تم انتاجه في سنة 2014، وعرض على قناة جاي تي بي سي. البرنامج يعرض أشخاص من خارج كوريا، ويأتون إلى كوريا للتعرف إلى ثقافتها ولغتها. تم عرض 177 حلقة من هذا البرنامج.